# WRC: Rally Evolved
WRC: Rally Evolved è un videogioco di rally per PlayStation 2 sviluppato da Evolution Studios, basato sulla licenza WRC e sulla stagione 2005 del mondiale. È stato pubblicato in Europa il 28 ottobre 2005. La canzone dell'intro è Club Foot dei Kasabian, mentre il tema del menù principale è Something Came Up di Mekon.
Questo capitolo ha portato numerose innovazioni: il comparto tecnico e sonoro, insieme alla fisica e al modello di guida, sono stati ulteriormente affinati e sono stati introdotti gli eventi casuali come caduta di rocce, animali che attraversano le strade o alberi in fiamme. Le indicazioni del copilota sono più dettagliate e ci tengono aggiornati anche riguardo alle altre auto e ai loro eventuali incidenti o ritiri dal rally, poiché i giocatori possono incontrare auto ribaltate o semi-distrutte da un impatto. Il gioco presenta un modello di guida a metà tra l'arcade e simulazione. Sono presenti 16 rally e 48 tappe, 16 tracciati rallycross (uno per ogni rally), numerose vetture e la modalità online. Sono state introdotte anche le auto storiche del cosiddetto Gruppo B come la Renault 5 Turbo o la Ford RS2000.

## Modalità di gioco
WRC: Rally Evolved include sette modalità di gioco:
- Gara rapida: in questa modalità, il giocatore gioca con un'auto e un tracciato casuali.
- Prova a tempo: durante la gara, il giocatore deve battere un tempo prestabilito.
- Campionato: questa modalità permette di giocare secondo la stagione ufficiale della WRC 2005. Il giocatore può scegliere tra un calendario che segue la stagione ufficiale della WRC 2005 oppure un calendario fittizio in cui può scegliere i rally a proprio piacere. Il campionato finisce quando tutti e 16 rally sono stati completati.
- Rally singolo: il giocatore gioca tutti i tre stage del paese selezionato.
- Stage singolo: in questa modalità, il giocatore sceglie in quale stage singolo gareggiare e quale auto utilizzare.
- Rally cross: il giocatore sfida auto controllate dalla CPU in uno stage speciale di una determinata nazione.
- Sfida storica: il giocatore deve gareggiare in una piccola parte di stage e battere uno specifico tempo. Il giocatore può scegliere tra le sei auto e gareggiare per la medaglia di bronzo, argento e oro.

## Auto e classi

### WRC
| Costruttore                          | Team                           | Pilota            | Co-pilota         |
| ------------------------------------ | ------------------------------ | ----------------- | ----------------- |
| Citroën (Citroën Xsara WRC)          | Citroën Total                  | Sébastien Loeb    | Daniel Elena      |
| Citroën (Citroën Xsara WRC)          | Citroën Total                  | François Duval    | Sven Smeets       |
| Ford (Ford Focus RS WRC)             | BP Ford World Rally Team       | Toni Gardemeister | Jakke Honkanen    |
| Ford (Ford Focus RS WRC)             | BP Ford World Rally Team       | Roman Kresta      | Jan Mozny         |
| Subaru (Subaru Impreza WRC2005)      | Subaru World Rally Team        | Petter Solberg    | Phil Mills        |
| Subaru (Subaru Impreza WRC2005)      | Subaru World Rally Team        | Stéphane Sarrazin | Denis Giraudet    |
| Subaru (Subaru Impreza WRC2005)      | Subaru World Rally Team        | Chris Atkinson    | Glenn MacNeall    |
| Peugeot (Peugeot 307 WRC)            | Marlboro Peugeot Total         | Marcus Grönholm   | Timo Rautiainen   |
| Peugeot (Peugeot 307 WRC)            | Marlboro Peugeot Total         | Markko Märtin     | Michael Park      |
| Mitsubishi (Mitsubishi Lancer WRC05) | Mitsubishi Motors Motor Sports | Harri Rovanperä   | Risto Pietiläinen |
| Mitsubishi (Mitsubishi Lancer WRC05) | Mitsubishi Motors Motor Sports | Gilles Panizzi    | Hervé Panizzi     |
| Mitsubishi (Mitsubishi Lancer WRC05) | Mitsubishi Motors Motor Sports | Gianluigi Galli   | Guido D'Amore     |
| Škoda (Škoda Fabia WRC)              | Škoda Motorsport               | Armin Schwarz     | Klaus Wicha       |
| Škoda (Škoda Fabia WRC)              | Škoda Motorsport               | Janne Tuohino     | Mikko Markkula    |
| Škoda (Škoda Fabia WRC)              | Škoda Motorsport               | Jani Paasonen     | Jani Vainikka     |

### S1600
- Fiat Punto Abarth Rally S1600
- Ford Fiesta S1600
- Peugeot 206 S1600
- Renault Clio S1600
- Suzuki Ignis S1600
- Suzuki Swift S1600

### Indipendenti
- Citroën Xsara WRC
- Ford Focus WRC
- Peugeot 206 WRC
- Škoda Fabia WRC
- Subaru Impreza WRC

### Concept
- Ford Focus RS Concept
- Subaru B9SC
- Peugeot 307 Berline
- Mitsubishi Colt Rally Extreme

### Extreme
- Citroën Xsara Extreme 05
- Ford Focus Extreme 05
- Subaru Impreza Extreme 05
- Peugeot 307 Extreme 05
- Mitsubishi Lancer Evolution Max II
- Škoda Fabia Extreme 05

### Gruppo B
- Audi Sport Quattro S1
- Ford RS200
- Lancia 037
- Lancia Delta S4
- Peugeot 205 Turbo 16 E2
- Renault 5 Maxi Turbo